# 维莱图尔内勒
维莱图尔内勒（法語：Villers-Tournelle，法語發音：[vilɛʁ tuʁnɛl]）是法国上法蘭西大區索姆省的一个市镇，属于蒙迪迪耶区。

## 地理
维莱图尔内勒（49°39'12"N, 2°27'49"E）面积5.93 平方千米，位于法国上法蘭西大區索姆省，该省份为法国北部沿海省份，北起加来海峡省和北部省，西接滨海塞纳省和大西洋英吉利海峡，南至瓦兹省，东临埃纳省。
与维莱图尔内勒接壤的市镇（或旧市镇、城区）包括：布鲁瓦、罗康库尔、塞雷维莱尔、康蒂尼、库勒梅勒、方丹苏蒙迪迪耶、格里韦讷。

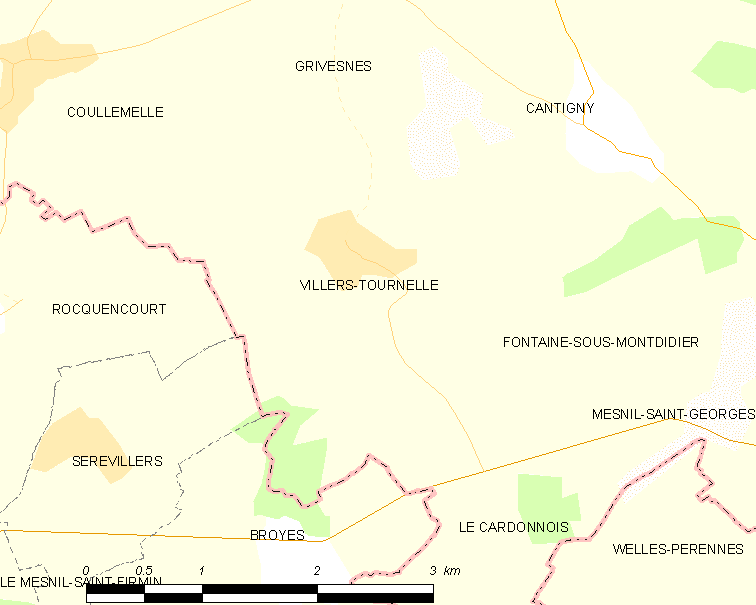
维莱图尔内勒的OSM定位图

维莱图尔内勒的时区为UTC+01:00、UTC+02:00（夏令时）。

## 行政
维莱图尔内勒的邮政编码为80500，INSEE市镇编码为80805。

## 政治
维莱图尔内勒所属的省级选区为鲁瓦县。

## 人口

1962-2008年间维莱图尔内勒人口变化图示

维莱图尔内勒于2022年1月1日时的人口数量为158人。